# یواس‌اس چاکتاو (۱۸۹۸)
یواس‌اس چاکتاو (۱۸۹۸) (به انگلیسی: USS Choctaw (1898)) یک کشتی بود که طول آن ۹۱ فوت ۵ اینچ (۲۷٫۸۶ متر) بود. این کشتی در سال ۱۸۹۲ ساخته شد.